# Jean-Pierre Sabani
Jean-Pierre Sabani est un joueur international français de futsal reconverti entraîneur, consultant et dirigeant.

## Biographie

### Footballeur amateur et international de futsal
Jean-Pierre Sabani naît à Strasbourg en 1968. Ses parents sont originaires de Prizren, au sud-ouest de Pristina (future capitale du Kosovo) alors au sein de la Yougoslavie. Il déclare début 2025 : « J'ai découvert le futsal durant mon enfance, lors de mes vacances au Kosovo. C'est une discipline aimée sur place : il y a beaucoup de tournois dans les villages, entre écoles notamment. Nous, on jouait sur des terrains en extérieur ».
Sabani est stagiaire au RC Strasbourg mais ne passe pas professionnel, devient huissier de justice et gérant de société de rénovation de peinture.
En 1995, il pratique pour la première fois le futsal en France, pratique alors seulement naissante et pratiquée en loisir. Avec ses coéquipiers du Stade olympique de Paris, il fait figure de pionnier.
Sabani perd en finale de la Coupe de France de futsal 1998-1999 avec son équipe de l'AS Ararat Issy.
En 2000, alors footballeur à l'Arménienne, le président du club lui demande de choisir entre l'herbe et le futsal. Le gardien choisit la pratique à cinq.

### Équipe nationale de futsal
Après avoir découvert le futsal enfant au Kosovo,  Jean-Pierre Sabani devient international français de futsal. En 2003, Jean-Pierre revient sur ces débuts internationaux : « Tous les jeunes veulent devenir Zidane ou Barthez, mais arrive un moment où tes possibilités ne te le permettent pas. Moi, je suis devenu international par un autre biais. C'est une vraie fierté ».
En décembre 1999, Jean-Pierre Sabani est gardien de but et capitaine de la sélection invitée à un tournoi à Singapour contre le Brésil notamment.
Joueur amateur, il ne reçoit que des défraiements de la Fédération française de football pour les stages fréquemment organisés.
Début novembre 2003, avant de disputer ses troisièmes éliminatoires de Coupe du monde, Sabani compte 47 matchs en Bleu. Le gardien de but est alors le « doyen » des Bleus. En cinq ans de carrière en bleu, Sabani n'a alors pas remporté plus de dix matchs et se souvient des vingt-six buts encaissés en deux matchs en Hongrie.
Jean-Pierre Sabani totalise 52 sélections en équipe de France de futsal, entre 1998 et 2005.

### Pilier du Paris Métropole Futsal (2001-2019)
En 2001, Jean-Pierre Sabani fonde l'Issy-les-Moulineaux futsal, où il combine les fonctions de président, entraîneur et joueur. En fin d'année, le portier est retenu dans la sélection mondiale entraînée par Jesús Velasco qui affronte la Croatie à Zagreb.
En avril 2005, il est toujours président du club décrit comme le club français le mieux structuré, loué pour ses quatre internationaux et son école de futsal pour les enfants.

### Développeur du futsal en France
Sabani se reconvertit notamment comme consultant futsal sur RTL et Eurosport. Il est l'homme chargé de développer le futsal au sein du District des Hauts-de-Seine et de la Ligue de Paris-Île-de-France.
En 2017, Sabani est élu pour quatre ans au « Collège des autres acteurs du football amateur » auprès de la Ligue du Football Amateur (LFA) à la Fédération française de football, comme représentant fédéral des clubs de futsal en tant que président du Paris Métropole Futsal. En avril 2021, alors secrétaire général du District 92, Sabani est réélu au Collège des autres acteurs du Football Amateur, en tant qu’élu membre d’un club de D1 Futsal.
En avril 2022, Sabani est président de l’association des anciens internationaux.

## Palmarès
- Championnat de France (1)
  - Champion : 2009 avec le PMF
  - Vice-champion : 2011 et 2012 avec le PMF

- Coupe de France (1)
  - Vainqueur : 2007 avec le PMF
  - Finaliste : 1999 avec l'AS Ararat Issy, 2005, 2006, 2011 et 2012 avec le PMF